# Emanuele Ferraris
Emanuele Ferraris (Garessio, 12 luglio 1883 – 5 giugno 1974) è stato un politico italiano.